# Abu Casems tofflor
Abu Casems tofflor. Sagospel för gamla och unga barn på oräknade jamber i fem rena akter är en pjäs av August Strindberg från 1908. Den är Strindbergs sista sagospel och består av fem akter.
| ”                   | Nå stackars gamle man, vad har du? Åt hjärtat? Hur är pulsen, räck mig handen! Allah är stor! Du har ju feber Och handen darrar, men en vacker hand, För en så gammal herre; låt mig känna På hjärtat nu! Det här står aldrig rätt till; Det stannat ju! Nu går det åter, nej, Det saktar av, står still – Han dör! Få se ditt öga! | „ |
| – August Strindberg | |   |